# Nycerella
Genre
Synonymes
- Cyrene Peckham & Peckham, 1893 nec Heckel, 1843

Nycerella est un genre d'araignées aranéomorphes de la famille des Salticidae.

## Distribution
Les espèces de ce genre se rencontrent en Amérique latine.

## Liste des espèces
Selon World Spider Catalog (version 19.0, 20/06/2018) :
- Nycerella aprica (Peckham & Peckham, 1896)
- Nycerella decorata (Peckham & Peckham, 1894)
- Nycerella delecta (Peckham & Peckham, 1896)
- Nycerella donaldi (Chickering, 1946)
- Nycerella melanopygia Galiano, 1982
- Nycerella neglecta Galiano, 1982
- Nycerella sanguinea (Peckham & Peckham, 1896)
- Nycerella vestita (Taczanowski, 1878)
- Nycerella volucripes Galiano, 1982

## Publications originales
- Galiano, 1982 : Revision del genero Nycerella (Araneae, Salticidae). Physis (Seccion C) Buenos Aires, vol. 41, p. 53-63.
- Peckham, Peckham, 1893 : On the spiders of the family Attidae of the Island of St. Vincent. Proceedings of the Zoological Society of London, vol. 1893, p. 692-704 (texte intégral).